# Gerichtsbezirk Rohrbach
Der Gerichtsbezirk Rohrbach ist ein dem Bezirksgericht Rohrbach unterstehender Gerichtsbezirk im politischen Bezirk Rohrbach (Bundesland Oberösterreich). Der Gerichtsbezirk umfasst seit 2013 den gesamten politischen Bezirk Rohrbach und Teile des Bezirks Urfahr-Umgebung.

## Geschichte
Der Gerichtsbezirk Rohrbach wurde gemeinsam mit 46 anderen Gerichtsbezirke in Oberösterreich durch einen Erlass des k. k. Oberlandesgerichtes Linz am 4. Juli 1850 geschaffen und umfasste ursprünglich die 22 Steuergemeinden Atzesberg, Berg, Frindorf, Götzendorf, Hörbich, Hundbrenning, Kicking, Kirchbach, Kollerschlag, Nebelberg, Ober-Galleuten, Ober-Kappel, Oepping, Peilstein, Pogendorf, Rohrbach, Sankt Leonhard, Sarleinsbach, Schölling, Sprinzenstein und Steineck und Unter-Galleuten.
Der Gerichtsbezirk Rohrbach bildete im Zuge der Trennung der politischen von der judikativen Verwaltung
ab 1868 gemeinsam mit den Gerichtsbezirken Aigen, Haslach, Lembach und Neufelden den Bezirk Rohrbach.
Durch Gemeindezusammenlegungen reduzierte sich die Anzahl der Gemeinden nach und nach auf die zehn Gemeinden Atzesberg, Berg bei Rohrbach, Hörbich, Kollerschlag, Nebelberg, Oberkappel, Oepping, Peilstein im Mühlviertel, Rohrbach in Oberösterreich und Sarleinsbach.
Im Zuge der Auflösung des Gerichtsbezirks Haslach gelangten 1923 die sieben Gemeinden Afiesl, Ahorn, Haslach an der Mühl, Helfenberg, Lichtenau im Mühlkreis, Schönegg und Sankt Stefan am Walde zum Gerichtsbezirk Rohrbach.
1951 wurde die Gemeinde Arnreit, zuvor Gerichtsbezirk Neufelden, dem Gerichtsbezirk Rohrbach angegliedert.
Per 1. Jänner 2003 wurden die Gerichtsbezirke Aigen, Lembach und Neufelden aufgelöst und deren Gebiete dem Gerichtsbezirk Rohrbach zugeschlagen.
Durch die am 1. Jänner 2013 in Kraft getretene Auflösung des Gerichtsbezirks Leonfelden wurde der Gerichtsbezirk Rohrbach um die Gemeinden Oberneukirchen und Vorderweißenbach erweitert, womit er sich erstmals auch auf Gebiete des Bezirks Urfahr-Umgebung erstreckt.

## Gerichtssprengel
Der Gerichtssprengel umfasst seit 2013 den gesamten Bezirk Rohrbach und zwei* Gemeinden des Bezirks Urfahr-Umgebung. Dies sind die 39 Gemeinden Aigen-Schlägl, Altenfelden, Arnreit, Atzesberg, Auberg, Haslach an der Mühl, Helfenberg, Hofkirchen im Mühlkreis, Hörbich, Julbach, Kirchberg ob der Donau, Klaffer am Hochficht, Kleinzell im Mühlkreis, Kollerschlag, Lembach im Mühlkreis, Lichtenau im Mühlkreis, Nebelberg, Neufelden, Neustift im Mühlkreis, Niederkappel, Niederwaldkirchen, Oberkappel, Oberneukirchen*, Oepping, Peilstein im Mühlviertel, Pfarrkirchen im Mühlkreis, Putzleinsdorf, Rohrbach-Berg, Sankt Johann am Wimberg, Sankt Martin im Mühlkreis, Sankt Oswald bei Haslach, Sankt Peter am Wimberg, St. Stefan-Afiesl, Sankt Ulrich im Mühlkreis, Sankt Veit im Mühlkreis, Sarleinsbach, Schwarzenberg am Böhmerwald, Ulrichsberg und Vorderweißenbach* (Stand 1. Jänner 2019).